# Your Sweet Six Six Six
«Your Sweet Six Six Six» también publicado como «Your Sweet 666», es una canción de la banda finlandesa HIM y fue lanzado en 1998. Es la primera pista y el primer sencillo del álbum Greatest Love Songs Vol. 666. También es el primer sencillo de HIM desde sus comienzos.
Este sencillo fue relanzado en el año 2000, pero incluido en el álbum Razorblade Romance, con una tapa diferente y otra lista de pistas.

## Lista de pistas

### 1998 Lanzado en Finlandia
1. «Your Sweet Six Six Six» - 4:10
2. «The Beginning of the End» (Tandeberg B 74 Mix) - 3:17
3. «The Beginning of the End» (Satanic Love Mix) - 3:58

### 2000 Lanzado en Gran Bretaña
1. «Your Sweet 666» - 3:57
2. «Our Diabolical Rapture» - 5:21
3. «It's All Tears (Drown in This Love)» - 3:44

- Datos: Q26394